# Palazzo dei vescovi (Caserta)
Il palazzo dei vescovi di Caserta è la più antica residenza ufficiale dei vescovi di Caserta ad oggi nota.
Occupa la metà del lato meridionale della piazza del duomo in Casertavecchia, il borgo medievale principale di Caserta.

## Storia
Non ci sono testimonianze storiche medievali che attestino l'esistenza dell'edificio che svolse le funzioni di residenza principale dei vescovi di Caserta in Casertavecchia. Come testimoniato in moltissime città italiane sede di diocesi, il palazzo vescovile dové sorgere non distante dalla cattedrale. Finora non ci sono studi che si siano impegnati a dimostrare o a confutare che il palazzo dei vescovi di Casertavecchia sia stato residenza dei vescovi sin dalla bolla di Senne del 1113, anno di prima attestazione della diocesi di Caserta.
Da un atto notarile degli anni 1481-1482 si ha notizia che il vescovo Giovanni Leoni Gallucci risiedé in Puccianiello, casale di Caserta immediatamente all'inizio del pendio dei monti casertani.
Negli stessi anni o poco dopo, ma comunque entro il 1493 (anno della traslazione di Leoni Gallucci all'Aquila) il re Ferdinando I di Napoli donò allo stesso vescovo la sua cavallerizza di Caserta, situata in Falciano.
La prima notizia storica relativa all'edificio oggi noto come palazzo dei vescovi di Casertavecchia è nella relazione ad limina del vescovo Gentile a Roma nel 1609 al papa dopo la visita ad limina. Infatti, il vescovo Gentile dichiarò di aver restaurato il palazzo dei vescovi di Caserta "sul monte" perché oramai rassegnato a non veder esaudite le istanze per la traslazione della sede cattedrale nel piano.

## Struttura ed articolazione
Il palazzo ha una pianta ad L chiusa su un piccolo cortile. Si sviluppa su due piani ed è realizzato in tufo a faccia vista con blocchi non regolari. La facciata sulla piazza mostra al piano terreno due portali archivoltati a tutto sesto inquadrati da cornici archiacute equidistanti dagli spigoli del prospetto. Gli elementi gotici lasciano supporre la sua erezione tra il 1200 e la metà del 1350 quando Casertavecchia perse importanza.
Al piano superiore si aprono finestre con cornici in tufo grigio che sono ritenute più antiche più antiche di quelle esistenti sui prospetti laterali, le cui cornici che sono arricchite da piccoli bassorilievi negli stipiti e nei plinti di base.
Sempre grazie ai lavori promossi dal vescovo Gentile, il palazzo fu collegato all'edificio del seminario vescovile con un cavalcavia ad arco ancora esistente.

## Destinazione d'uso storico e attuale
Ufficialmente la traslazione canonica della sede vescovile nella chiesa di San Michele Arcangelo in Caserta in pianura fu ottenuta solo nel 1841 ed attuata nel 1842. Dal 2005 e per qualche anno il palazzo ha ospitato il Museo delle Feste e delle tradizioni popolari. Dal 2020 è sede di una struttura turistico-ricettiva.